# Rune
Cette page contient des caractères spéciaux ou non latins. S’ils s’affichent mal (▯, ?, etc.), consultez la page d’aide Unicode.
Pour les articles homonymes, voir Rune (homonymie).
L’alphabet runique, également appelé futhark ou fuþark — terme formé à partir du nom de ses six premières lettres, ᚠ ᚢ ᚦ ᚨ ᚱ ᚲ — est un alphabet qui fut utilisé pour l'écriture de langues proto-germaniques par des peuples parlant ces langues, tels les Scandinaves, les Frisons, les Anglo-Saxons, etc.
Par analogie, on parle aussi de runes hongroises et des runes turques, deux systèmes indépendants.

## Étymologie
L'étymologie exacte du mot « rune » est obscure. Il n’existe apparemment aucune racine en langue indo-européenne pour ce terme. Seuls deux groupes de langues indo-européennes possèdent ce mot : les langues celtiques et germaniques.

### Dans les langues celtiques
Le proto-celtique *rūno- signifie « secret, mystère, incantation », on trouve cette racine tout d'abord dans les anciennes langues celtiques continentales (éteintes) sous forme de composés, d’anthroponymes et de théonymes : Sacruna, Runa, Runelos, Runatis, Trebaruna, etc. et qui se poursuit dans les langues celtiques insulaires : vieil irlandais rún « id. », le gallois rhin « mystère, secret, charme », le moyen breton rin « secret, sagesse ». Le terme rune signifie « avec secret », les runes constituent un système initiatique lié à la parole, d'où le composé gaulois comrunos, cobrunos « confident, initié (dans le secret) » parent du gallois cyfrin « qui est dans le secret, confident », du moyen breton queffrin « mystère, secret », et du vieil irlandais comrún « secret commun ».

### Dans les langues germaniques
Le proto-germanique devait avoir le même aspect que dans les langues celtiques, c’est-à-dire *rūno- qui signifie « secret, connaissance secrète, savoir secret, magie ».
Ce thème est bien attesté dans les langues descendant du germanique commun, comme : le vieux norrois rún (pluriel rúnar, rúnir) « secret, savoir secret, murmure » qui a donné l’islandais rúni, le suédois runa ou le danois rune par exemple. Dans les langues germaniques occidentales, le vieux saxon avait rūna « secret, magie, murmure », le vieil anglais rūn « mystère, lettre runique, confidence secrète » et le vieux haut allemand rūna « mystère, confidence, conseil secret, magie ». Dans les langues germaniques orientales, la forme gotique était rūna « secret ».

## Généralités

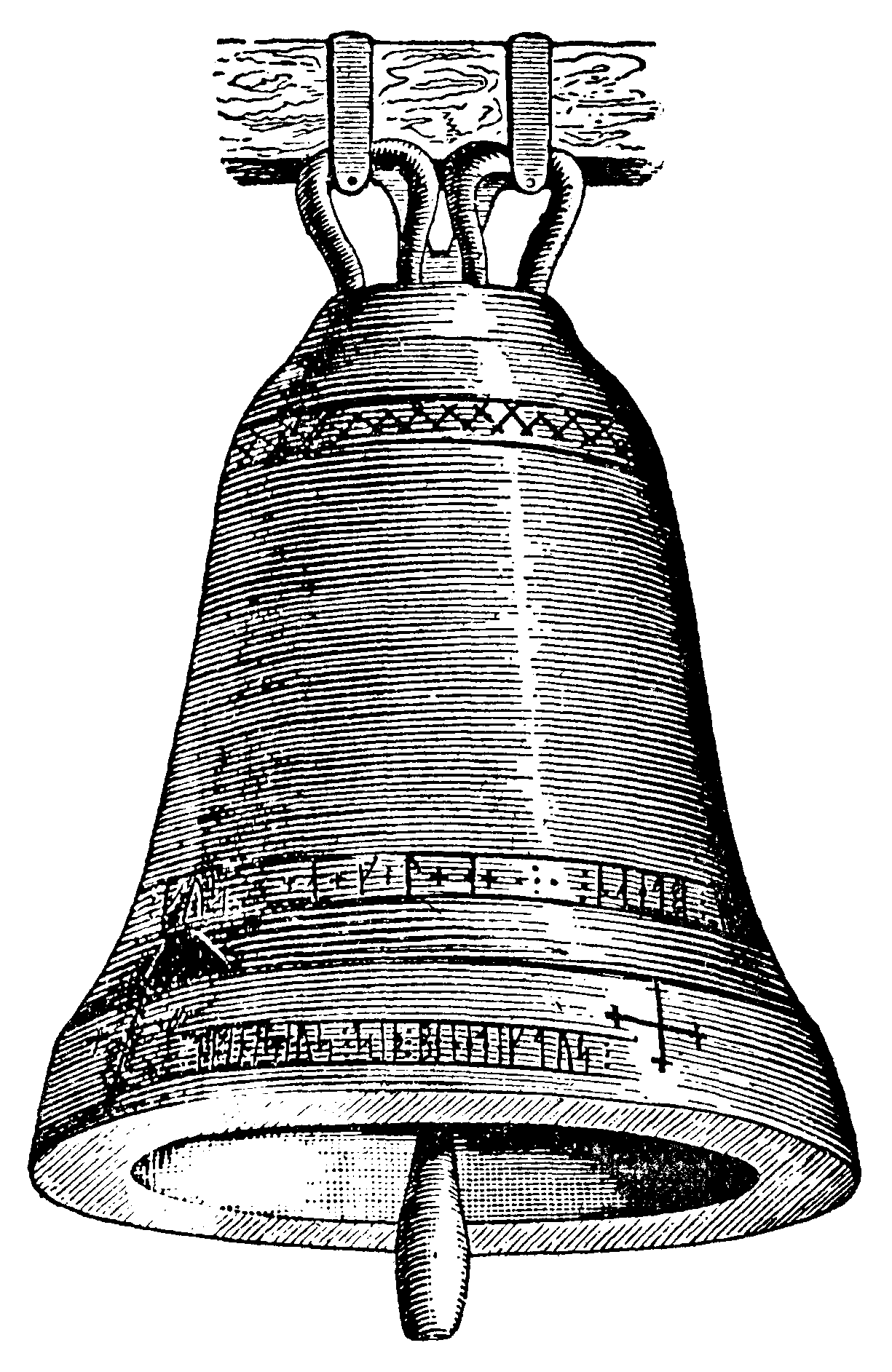
Cloche de l'église de Saleby, Västergötland, Suède, portant des inscriptions en futhark datant de 1228.

L’alphabet runique, appelé fuþark d’après le nom de ses six premières lettres, possédait initialement 24 signes. Il en a existé plusieurs types qui ont évolué en fonction du temps, mais aussi du peuple qui les employait. Dans les pays scandinaves, où les runes ont connu l’utilisation la plus développée, leur nombre s’est réduit à partir du VIIIe siècle pour finir avec un système à 16 runes.
Les plus anciennes inscriptions attestées se trouvent au Danemark et datent du IIe siècle (inscriptions de Vimose). Peut-être en existait-il de plus anciennes, mais elles n’ont pas survécu car elles avaient dû être gravées dans le bois, comme l'attestent de nombreuses sagas. On les trouve chez les Germains nordiques au IVe siècle, mais seulement au VIe siècle chez les autres Germains, y compris les Anglo-Saxons qui vont conserver, après leur conversion à l’alphabet latin, l’usage d’un signe runique, à savoir Þ, þ (nommée þorn, thorn). Cependant, le nombre d’inscriptions relatives à ces peuples est très limité (plus d’une cinquantaine chez les Anglo-Saxons), alors que chez les Scandinaves, elles se comptent par milliers. L’usage de cet alphabet a perduré en Suède jusqu’au XIXe siècle dans un endroit reculé de Dalécarlie, alors qu’au Danemark il n’est pas utilisé au-delà du XIVe siècle. Les spécialistes situent l’apogée de ce système d'écriture entre le IXe et le XIe siècle, à la fin de l'âge des Vikings. Il s’agit surtout d’inscriptions funéraires, abondantes notamment en Suède. En revanche l’Islande pourtant colonisée par les Vikings n’a pas connu l’expansion de l'écriture runique à laquelle on a assisté sur le continent : on y trouve une cinquantaine d’inscriptions tout au plus, et elles sont tardives. Les sagas sont écrites en caractères latins et le Þ, þ y est un emprunt aux manuscrits en vieil anglais. L’inscription la plus septentrionale est celle de Kingigtorssuak au Groenland ; elle comporte des runes secrètes.

## Origine des runes
Le fuþark fut créé par les locuteurs d’un dialecte germanique afin de transcrire leur langue. Quelques érudits prétendent que les runes seraient entièrement issues de l’alphabet grec ou latin, mais la plupart des experts considèrent que le futhark est un mélange aux origines diverses. Dans son ouvrage Greeks and Goths: A study on the Runes (1879), Isaac Taylor émet l’idée que les runes dérivent d’un alphabet grec archaïque qu’utilisaient les colonies grecques de la mer Noire et que le commerce de l'ambre fit pénétrer dans les régions bordant la Baltique. La théorie de Taylor a été rejetée par l’ensemble des runologues, l’alphabet grec archaïque ayant été remplacé par l'alphabet grec standard vers 400 av. J.-C., soit quatre siècles avant l’apparition des premières runes.
Seebold, Krause, Jensen, Coulmas et Stifter pensent que les runes sont issues d’un mélange d’alphabets alpins-italiques, surtout les alphabets rhétiques et camunien de Bolzano-Sanzeno, dont cinq runes seulement n’ont pas d’équivalent. Les alphabets alpins auraient alors été complétés par des lettres latines. Quelques lettres ont une origine latine évidente, par exemple les runes pour /f/ (ᚠ) et /r/ (ᚱ), d’autres qui rappellent — au moins au niveau du format — les alphabets alpins : par exemple la rune /h/ (ᚺ) avec correspondant rhétique, la rune /p/ (ᛈ) en face de l’alphabet camunien ; et la rune /d/ (ᛞ), visiblement tirée du san lépontique (transcrit ś) de l’alphabet de Lugano. Certaines lettres peuvent être aussi bien rhétiques que latines, par exemple la rune /i/ (ᛁ).
Bernal  pense qu’il y avait aussi des substrats d’alphabet ; Miller, quant à lui, prétend que les origines de l’alphabet runique sont le méditerranéen archaïque. Dans le même texte, Miller écrit aussi que les paramètres phonétiques sur lesquels est établi l’alphabet runique sont, en fin de compte, clairement sémitiques, et liés aux scénarios de Byblos et Ougarit (alphabet ougaritique) de même que l’alphabet phénicien. Cette théorie n’est plus du tout suivie de nos jours.
La difficulté soulevée par toutes ces hypothèses, aussi sérieuses soient-elles, est qu’aucune n’est capable de fournir une explication complète sur l’origine des fuþark, en raison d’un problème soit de datation, soit de contact entre les Germains et les systèmes d'écriture de leurs « voisins ».
Les runes les plus anciennes qui nous sont parvenues dateraient du IIe siècle. L’inscription considérée comme la plus ancienne est celle trouvée à Vimose, au Danemark ; elle daterait de 150 apr. J.-C. : le mot Harja gravé sur un peigne. Une possible inscription du Ier siècle (qui n’est pas attestée par tous les spécialistes) est la fibule de Meldorf (en)., qui peut être lue soit comme en écriture latine nidi, soit en latin et runique irih, hiri, ou finalement en runique iwih, iþih ou hiþi. Il est généralement accepté qu’elles ne furent pas inventées avant le Ier siècle. Ces runes primitives, jusqu’aux environs de l’an 650, semblent toutes utiliser le même fuþark de 24 runes (mise à part l’inversion occasionnelles de 2 paires de runes). La plupart de ces inscriptions sont très courtes et difficilement compréhensibles. La plupart des runes préservées sont gravées sur pierre, mais quelques fragments existent sur bois, écorce et os, et quelques-uns sur parchemin, le plus fameux étant le Codex Runicus.
Il a été avancé — de façon ésotérique et sans fondement scientifique — que le fuþark ancien pourrait avoir des origines bien plus anciennes et être en lien non pas avec les écritures méditerranéennes, mais avec les pétroglyphes découverts en Norvège. Même si l’on occulte les corrélations évidentes avec les autres alphabets, et si quelques signes peuvent évoquer des rapprochements avec certaines lettres runiques, aucune étude sérieuse ne cautionne l’affiliation entre runes et ces pétroglyphes, qui peut au mieux prétendre au statut de proto-écriture.
Tableau de correspondances du vieux fuþark avec les graphèmes phonétiquement proches (et éventuellement, entre parenthèses, les lettres graphiquement similaires) des alphabets méditerranéens et alpins antérieurs :
| No | Rune      | Caractère Unicode | Translitt. | API      | Latin archaïque | Étrusque   | Lépontique (italo-celtique) | Rhétique (italo-alpin étrusque) | Camunien (italo-alpin non IE) | Grec classique et archaïque | Phénicien  |
| -- | --------- | ----------------- | ---------- | -------- | --------------- | ---------- | --------------------------- | ------------------------------- | ----------------------------- | --------------------------- | ---------- |
| 1  | f         | ᚠ                 | f          | /f/      | F               | 𐌚, 𐌘 /ɸ/   | -                           | -                               | -                             | Φ φ ?                       | -          |
| 2  | u         | ᚢ                 | u          | /u(ː)/   | V               | 𐌖          | 𐌖                           |                                 |                               | Υ                           | /w/        |
| 3  | th, þ     | ᚦ                 | þ          | /θ/, /ð/ | -               | 𐌈          |                             | -                               |                               | Θ                           |            |
| 4  | a         | ᚨ                 | a          | /a(ː)/   | A               | A          |                             |                                 |                               | Α                           | , ( ? /j/) |
| 5  | r         | ᚱ                 | r          | /r/      |                 |            |                             |                                 |                               | Ρ,                          |            |
| 6  | k         | ᚲ                 | k          | /k/      |                 |            | , ?                         | , ?/kʰ/                         |                               | Κ                           |            |
| 7  | g         | ᚷ                 | g          | /g/      | - ( )           | /gz/       | -                           | ?, ?                            | , ?                           | Γ, (χ ?/kʰ/)                |            |
| 8  | w         | ᚹ                 | w          | /w/      | V ?             |            |                             | ,                               |                               | Ϝ                           |            |
| 9  | h · h     | ᚺ ᚻ               | h          | /h/      | H               |            | -                           |                                 |                               | Η,                          |            |
| 10 | n         | ᚾ                 | n          | /n/      |                 |            |                             |                                 |                               | Ν                           |            |
| 11 | i         | ᛁ                 | i          | /i(ː)/   | I               | I          |                             |                                 |                               | Ι                           | -          |
| 12 | j         | ᛃ                 | j          | /j/      | -               | -          | -                           | ?, 𐌝 ?                          |                               | - , (/i/,)                  | -          |
| 13 | ï, ei     | ᛇ                 | ï, æ       | /æː/ (?) | - (/i/)         | - (/i/)    | - (/i/)                     | - (/i/)                         | -                             | - , (/i/)                   | -          |
| 14 | p         | ᛈ                 | p          | /p/      |                 |            |                             |                                 |                               | Π                           |            |
| 15 | z         | ᛉ                 | z          | /z/      | -               | , (𐌙 /kʰ/) |                             |                                 | , (/s/)                       | Ζ, (Ψ /kʰ/),                |            |
| 16 | s · s     | ᛊ                 | s          | /s/      | ϟ ϛ             | , (𐌑 /ʃ/)  |                             |                                 |                               | Σ, Ϻ, ( /ts/)               |            |
| 17 | t         | ᛏ                 | t          | /t/      | T               |            |                             | X                               |                               | Τ                           |            |
| 18 | b         | ᛒ                 | b          | /b/      |                 |            | -                           | -                               |                               | Β                           |            |
| 19 | e         | ᛖ                 | e          | /e(ː)/   | I I             |            |                             |                                 |                               | Ε                           | - (/h/)    |
| 20 | m         | ᛗ                 | m          | /m/      |                 |            |                             |                                 |                               | Μ,                          |            |
| 21 | l         | ᛚ                 | l          | /l/      |                 |            |                             |                                 |                               | Λ,                          |            |
| 22 | ŋ · ŋ · ŋ | ᛜ ᛝ               | ŋ          | /ŋ/      | -               | -          | -                           | -                               | -                             | ( Ingwaz)                   | -          |
| 23 | d         | ᛞ                 | d          | /d/      |                 | , ( /ts/)  | -                           | -                               | ( /ts/)                       | Δ                           |            |
| 24 | o         | ᛟ                 | o          | /o(ː)/   | 〈〉౧           |            |                             | [ 23 ]                          |                               | Ο                           | ?          |

### Origine mythique
Dans le Rúnatal (Edda poétique), une section du poème Hávamál, la découverte des runes est attribuée à Odin. Ce dernier a été suspendu à l’Arbre du Monde, l'Yggdrasil, après avoir été transpercé par sa propre lance, Gungnir, durant neuf jours et neuf nuits, afin d’acquérir la sagesse nécessaire à l’exercice du pouvoir dans les neuf mondes, ainsi que la connaissance des choses cachées - dont les runes.

## Les différentsfuþark
Note : les translittérations suivent le modèle traditionnel.

### Système originel

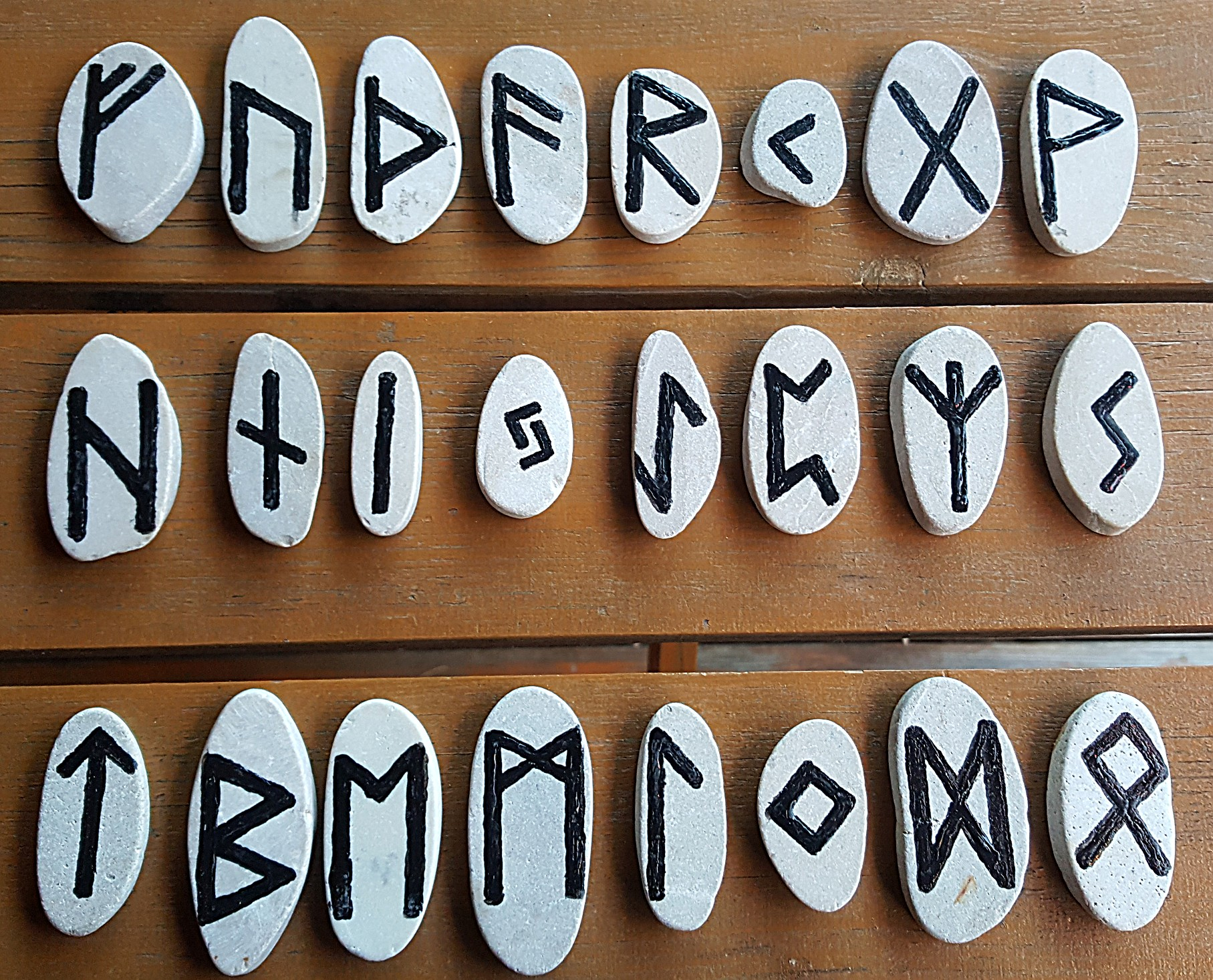
Vieux fuþark.

L’alphabet original des runes nordiques, le futhark à 24 lettres ou vieux futhark, était organisé en trois groupes de 8 runes chacun dénommés ættir (familles) : les ættir de *Fehu, *Hagalaz et *Tīwaz respectivement, la première rune de chaque groupe donnant son nom au groupe.
Les noms proto-germaniques des runes du vieux futhark sont : *Fehu, *Ūruz ou (*Ūrq), *Þurisaz, *Ansuz, *Raidō, *Kaunan ou (*Kenaz), *Gebō, *Wunjō, *Hagalaz (ou *Haglaz), *Nauđiz, *Īsaz (ou *Īsą ou *Īsan), *Jēra (ou *Jēran ou *Jēraz), *Ihwaz ou (*Eihwaz), *Perþō ou (*Perþaz), *Algiz, *Sōwilō ou (*Sæwelō), *Tīwaz (*ou *Teiwaz), *Berkanan, *Ehwaz, *Mannaz, *Laguz (ou *Laukaz), *Ingwaz ou (*Inguz), *Dagaz et *Ōþalan.
Voici les 24 runes originelles :
| f | u | þ | a | r | k | g | w |
| h | n | i | j | ï | p | z | s |
| t | b | e | m | l | ŋ | d | o |

Le nom de ces 24 runes est une reconstitution linguistique (d’où l’"*"), car on ne connaît pas le nom des runes du vieux Fuþark. Les seuls acrophones qui nous sont connus sont ceux des runes des Fuþark plus récents (Fuþark anglo-saxon, Fuþark récents, etc.)
La raison de l’ordre particulier des runes, complètement différent de ceux des alphabets latin, étrusque ou grec, est aujourd’hui inconnue. On sait en revanche que cet ordre a été établi assez tôt et n’a subi depuis que des variations mineures et occasionnelles : les premières suites alphabétiques retrouvées (pierre de Kylver, début du Ve siècle) en font déjà état. Les diverses hypothèses soulevées pour expliquer cet ordre, généralement fondées sur des considérations religieuses et mystiques, sont loin de faire l’unanimité et ne reposent sur aucun fait concret.

### Systèmes ultérieurs

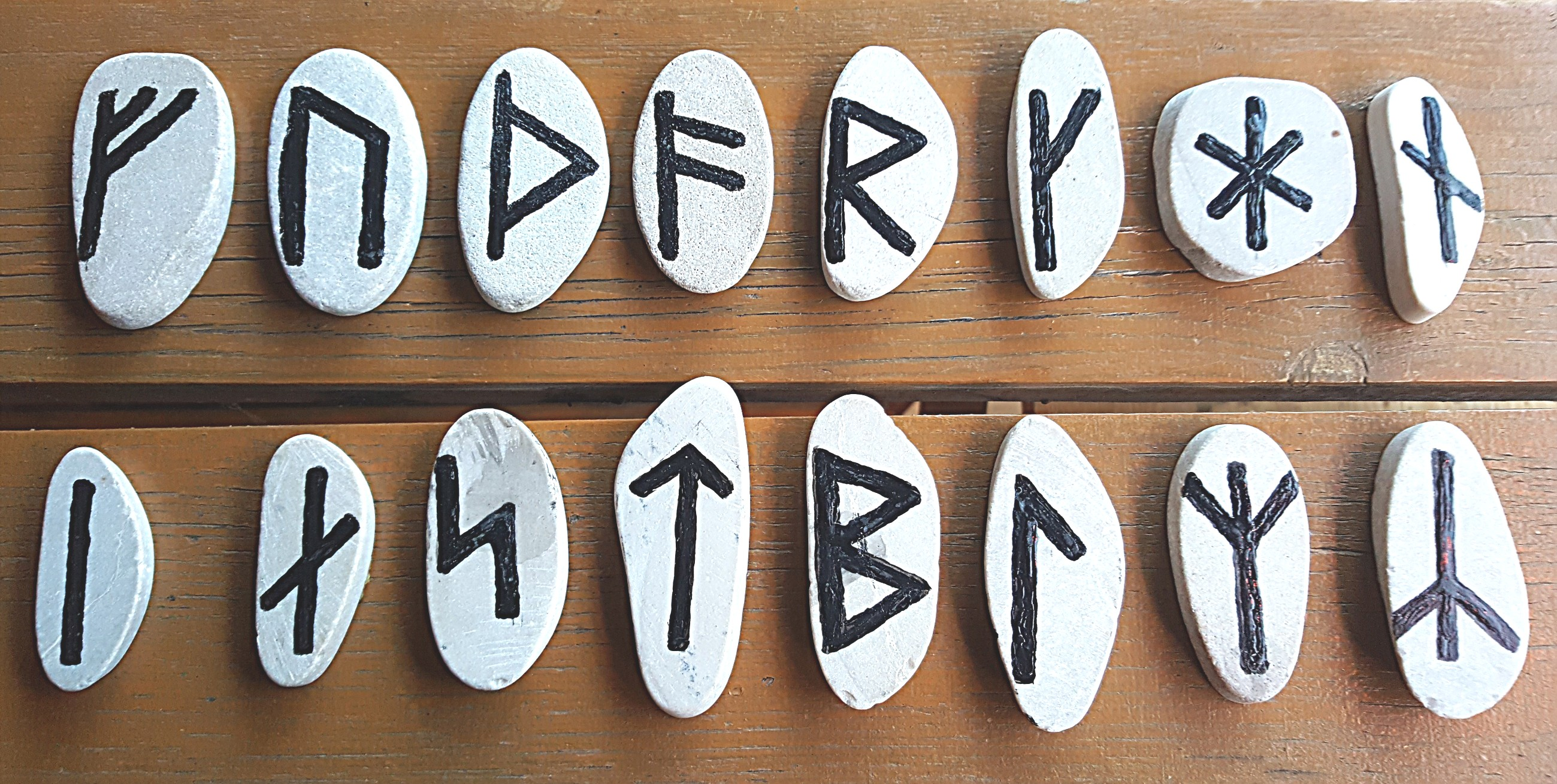
Futhark récent.

Le Fuþark initial comprenant 24 runes, les Fuþark dits récents furent ultérieurement raccourcis à environ 16 runes autour du IXe siècle. Ils furent utilisés principalement en Suède, en Norvège, au Danemark puis en Islande et au Groenland. Cette réduction du nombre de runes est très certainement lié au fait que la langue de ces régions, le vieux norrois, comportait beaucoup plus de phonèmes que le proto-germanique. Plutôt que d’ajouter de nombreuses runes, les « maîtres des runes » décidèrent de simplifier l'alphabet, en ne retenant que les 16 lettres suivantes :
f u þ ą r k

h n i a s

t b m l ʀ
Les Fuþark récents ont, bien sûr, évolué avec le temps et selon les régions, en oscillant entre 15 et 25 runes (voire plus dans les alphabets médiévaux des XIIIe et XIVe siècles).
En Angleterre, dès le VIe siècle, le futhark passe tout d’abord à 28 runes dans sa variante Frison, puis à 33 runes pour la version dite anglo-saxonne.
Ceci est la variante norvégienne / suédoise, aussi appelée rune à brindille courte. La variante danoise est très similaire. On trouve un exemple de runes danoises dans l’inscription de la Grosse pierre de Jelling.

Le plus récent fuþark nordique à 16 runes :
- 1re ligne, la variante danoise à brindilles normales
- 2e ligne, la variante suédoise-norvégienne à brindilles courtes.

Les autres fuþarks nordiques comprennent une forme sans branche (probablement pour une sculpture plus rapide), et le fuþark antique (lequel inclut des runes représentant l'alphabet latin complet).

Variante de Hälsingland en Suède, sans brindille

Variante médiévale incluant l'alphabet latin
Les runes thorn (ᚦ) et wynn (ᚹ) ont été adoptées dans l’alphabet du vieil anglais (sous les formes þ et ƿ). Thorn est encore utilisé dans l’alphabet islandais.
Les runes semblent être tombées en désuétude autour de l'an mil, sauf en Scandinavie où elles continuèrent à être utilisées pendant quelques siècles. Les habitants des régions scandinaves les plus isolées ont continué à les utiliser jusqu’à l’époque moderne.

## Utilisation des runes

### Alphabet
Les runes étaient ordinairement utilisées pour des inscriptions dans le bois, le métal, le cuir et surtout la pierre. C'étaient principalement des marques verticales et obliques, et dans une moindre mesure des marques horizontales ou courbes (certaines variantes n’en ont pas). Ce dessin aidait à leur sculpture sur des matériaux durs. Les runes anciennes n’ont pas été utilisées pour des travaux d'écriture longs, mais plutôt pour des inscriptions courtes. Des inscriptions longues existent, comme le Codex Runicus, un ouvrage législatif danois, mais il a été rédigé en runes médiévales.

### Magie
Régis Boyer écrit dans les Vikings :
« Reste à évoquer l’agaçant problème de leur valeur prétendument magique par définition. […] Mais je dis que ce sont là affabulations complaisantes, certainement imitées de modèles bibliques ou classiques. Je me range résolument à l’opinion de L. Musset, lui-même disciple sur ce point d’A. Bæksted (sv). À savoir : les runes sont une écriture comme une autre, capables de convoyer des opérations magiques, mais certainement pas conçues dans ce sens. […] Les inscriptions runiques s’appliquent à tous les domaines possibles de l’activité humaine. »
— Régis Boyer, les Vikings
Un certain usage divinatoire, peut-être des runes en tant que signes semble être attesté par Tacite (cf. infra) mais rien n’est moins sûr car Tacite ne s'est jamais rendu en Germanie. Ses sources sont donc basées sur des témoignages, et comme pour les Celtes, souvent à charge et avec de nombreuses confusions de peuples.

## Usage contemporain

### Runes et littérature

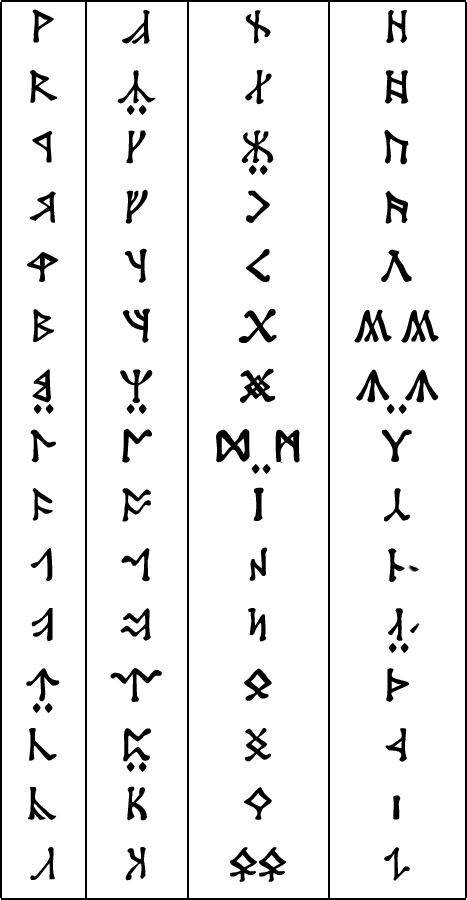
Table des cirth, l'alphabet runique inventé par J.R.R. Tolkien.

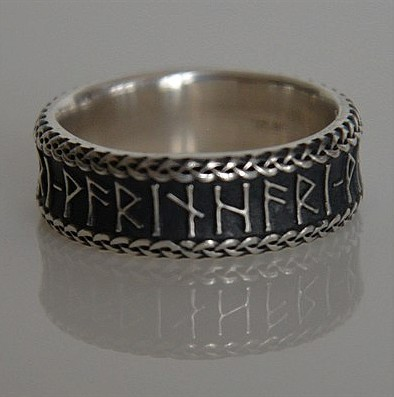
L'écriture runique "ᚹᚨᚱᛁᚾᚺᚨᚱᛁ" signifie Warinhari.

Les runes ont été utilisées, dans la littérature, pour créer un effet « d’authenticité », et donner des indications « historiques » dans l’ouvrage. Voici cinq exemples : J.R.R. Tolkien, Jules Verne, J.K. Rowling, Erik L'Homme et Rick Riordan.
Les runes ont été abondamment utilisées par J.R.R. Tolkien, notamment dans Le Hobbit (pour la carte réalisée lors des « Aventures de Bilbo »), mais aussi dans Le Seigneur des anneaux (la tombe de Balin dans la Moria), et bénéficient d’une explication détaillée dans les appendices du roman. J.R.R. Tolkien utilise les runes, mais la langue est l’anglais.
Les runes sont également très présentes chez Jules Verne. Dans Voyage au centre de la Terre dont le point de départ de l’ouvrage est Hambourg (Allemagne), la découverte d’un vieux manuscrit runique révèle un message secret qui conduira ultérieurement à la découverte de mystérieux passages en Islande. Verne utilise aussi l’alphabet runique, mais cette fois la langue utilisée est le latin.
Chez Tolkien comme chez Verne, l’alphabet runique est identique, mais les langues différentes.
Hermione Granger, un des personnages principaux de la série des Harry Potter, étudie les runes à partir de sa troisième année à Poudlard ; il est seulement précisé que c’est une matière difficile. Dans le septième tome, Dumbledore lui lègue un exemplaire en runes des Contes de Beedle le Barde contenant le « Conte des Trois Frères » sur les reliques de la mort (qui donnent leur titre à ce volume de la série) ; cela aidera les protagonistes à reconstituer une partie de l’intrigue car grâce à ses quatre ans de cours optionnels d'étude des runes, Hermione s’avère capable de les déchiffrer et de les traduire, contrairement à Harry, dont il est précisé qu'« il n’avait jamais appris à les lire ».
L'écrivain Erik L'Homme emploie les runes, appelées « graphèmes », dans sa trilogie Le Livre des étoiles ainsi que dans A comme Association en leur attribuant des pouvoirs magiques.
La liste des auteurs qui font appel aux runes est longue ; citons entre autres Christopher Paolini pour L'Héritage et toute l'équipe de production de la bande dessinée Thorgal et Les Mondes de Thorgal.

### Runes et nazisme
En tant que symboles germaniques, les runes furent récupérés par appropriation et utilisées par les nazis. Quelques symboles comme Ōthalan sont utilisés sur les drapeaux néonazis à la place de la svastika.

### Runes et divination

Odin se sacrifiant lui-même sur l’if du monde, Yggdrasil, afin d’obtenir la sagesse et le secret des runes.

Odin « trouva les runes après qu’il fut resté pendu durant neuf nuits initiatiques à l’arbre cosmique des Neuf Mondes, le frêne Yggdrasil, transpercé par sa lance en un sacrifice à lui-même, le plus grand des dieux ».
Tacite, dans La Germanie, décrit un usage divinatoire des Germains : « Leur manière de tirer au sort est toujours la même. Ils coupent une branche de noisetier et la découpent en lamelles. Ils inscrivent un signe sur chaque lamelle et les lancent au hasard sur un linge blanc. Ensuite le célébrant officiel, s’il s’agit d’une consultation publique, ou le père de famille s’il s’agit d’une consultation privée, adresse une prière aux Divinités. En regardant en l’air, il tire trois lamelles au hasard et lit la signification de son tirage d’après les signes gravés sur ces lamelles. Si le résultat interdit l’action au sujet de laquelle le tirage a eu lieu, il n’en est plus question ce jour-là. Si cette action est autorisée, une confirmation par les auspices est requise ».
L’usage divinatoire des runes est contesté par la majeure partie des runologues. Tacite ne précise pas la nature des signes ; de plus, La Germanie, a été écrit aux alentours de l’an 98, c’est-à-dire des décennies avant que l’invention des runes en tant qu’alphabet ne soit attestée.

### Codage informatique
La norme Unicode possède un bloc de caractères nommé Runes qui contient 81 caractères depuis la version 3.0.0 (septembre 1999), y compris 3 signes de ponctuation et 3 symboles des « nombres d’or » 17 à 19. Quelques autres caractères y ont été ajoutés dans la version 7.0 pour 3 lettres runiques supplémentaires du tolkienien (dont l'alphabet cirth) et 5 lettres runiques supplémentaires du coffret d’Auzon.
| en fr  | 0 | 1 | 2 | 3 | 4 | 5 | 6 | 7 | 8 | 9 | A | B | C | D | E | F |
| ------ | - | - | - | - | - | - | - | - | - | - | - | - | - | - | - | - |
| U+16A0 | ᚠ | ᚡ | ᚢ | ᚣ | ᚤ | ᚥ | ᚦ | ᚧ | ᚨ | ᚩ | ᚪ | ᚫ | ᚬ | ᚭ | ᚮ | ᚯ |
| U+16B0 | ᚰ | ᚱ | ᚲ | ᚳ | ᚴ | ᚵ | ᚶ | ᚷ | ᚸ | ᚹ | ᚺ | ᚻ | ᚼ | ᚽ | ᚾ | ᚿ |
| U+16C0 | ᛀ | ᛁ | ᛂ | ᛃ | ᛄ | ᛅ | ᛆ | ᛇ | ᛈ | ᛉ | ᛊ | ᛋ | ᛌ | ᛍ | ᛎ | ᛏ |
| U+16D0 | ᛐ | ᛑ | ᛒ | ᛓ | ᛔ | ᛕ | ᛖ | ᛗ | ᛘ | ᛙ | ᛚ | ᛛ | ᛜ | ᛝ | ᛞ | ᛟ |
| U+16E0 | ᛠ | ᛡ | ᛢ | ᛣ | ᛤ | ᛥ | ᛦ | ᛧ | ᛨ | ᛩ | ᛪ | ᛫ | ᛬ | ᛭ | ᛮ | ᛯ |
| U+16F0 | ᛰ | ᛱ | ᛲ | ᛳ | ᛴ | ᛵ | ᛶ | ᛷ | ᛸ |   |   |   |   |   |   |   |

Un petit nombre de polices d’écriture admettent ces caractères surtout les polices médiévistes comme Cardo, Junicode.
Le langage Go décide de nommer par simplification runes ce qui se nommait auparavant code points : pour explorer une chaîne de caractères Unicode, on y avance rune par rune et non octet par octet, le mot caractère étant trop ambigu.
Le logo du Bluetooth est inspiré de l'alphabet Futhark.

## Voir aussi

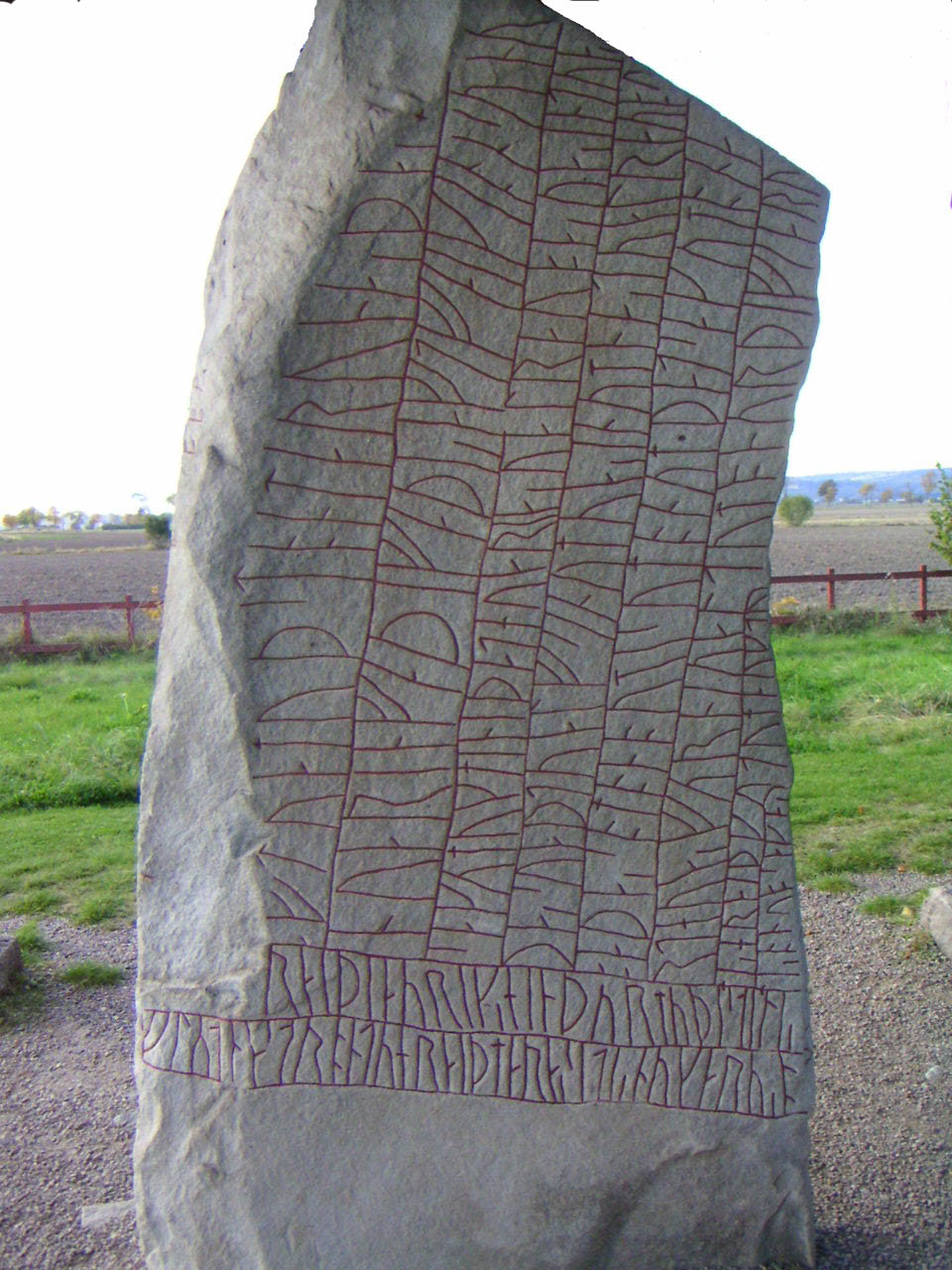
La pierre de Rök.

#### En français
- Lucien Musset, Introduction à la runologie, Paris, Aubier-Montaigne, 1965, 468 p. (ISBN 978-2-7007-0279-8).
- François-Xavier Dillmann, « Les Runes, écriture des vikings », Les Dossiers d'archéologie, no 170,‎ avril 1992 (ISSN 1141-7137).
- Alain Marez, Anthologie runique, Paris, Les Belles lettres, 2007.
- Jara, Histoire de la runologie, éditions du Monolithe, 2021 (ISBN 978-2-491760-07-6)

#### En autres langues
- (en) Martin Bernal, Cadmean letters, Winona Lake, Eisenbrauns, 1990.
- (en) Florian Coulmas, The Blackwell Encyclopedia of Writing Systems, Oxford, Blackwell, 1996, 603 p. (ISBN 0-631-21481-X)
- (de) Hans Jensen, Die Schrift in Vergangenheit und Gegenwart, VEB Deutscher Verlag der Wissenschaften, 1958.
  - Traduction revue par l’auteur : (en) Sign Symbol and Script, Londres, George Allen & Unwin, 1970.
- (de) Wolfgang Krause, Runen, Berlin, Walter de Gruyter, 1970.
  - Traduction : Les Runes, Paris, Éditions du Porte-Glaive, 1995.
- (en) D Gary Miller, Ancient scripts and phonological knowledge, Amsterdam/Philadelphie, John Benjamins, 1994.
- (en) Bengt Odenstedt, On the origin and early history of the runic script : Typology and graphic variation in the older futhark, vol. 59, Uppsala, Gustav Adolfs akademien, 1990, 181 p. (ISBN 91-85352-20-9)
- (en) RI Page, Reading the past, vol. 4 : Runes, University of California Press, 1993 (1re éd. British Museum Publications, 1987).
- (de) Elmar Seebold, Bammesberger, 1991, « Die Stellung der englischen Runen im Rahmen der Überlieferung des älteren Fuþark », p. 439-569.
- (la) Tacite, Germania
- (en) M. Stoklund, The Spoils of Victory – the North in the Shadow of the Roman Empire, Nationalmuseet, 2003, « The first runes – the literary language of the Germani ».